# BMW E89
Der BMW Z4  (intern: E89) ist ein ab 2009 produzierter Roadster des deutschen Automobilherstellers BMW. Die Produktion in Regensburg wurde am 22. August 2016 eingestellt. Insgesamt wurden 116.045 Exemplare des Z4 E89 produziert.

## Modellgeschichte
Er ist die zweite Generation des BMW Z4 und somit die Weiterentwicklung des BMW E85. Das Modell wurde am 13. Dezember 2008 vorgestellt und war auf der NAIAS 2009 erstmals der Öffentlichkeit zugänglich. Der Verkauf startete weltweit am 9. Mai 2009.
Im Juli 2016 gab es zum in Entwicklung befindlichen Nachfolger keine offiziellen Informationen. Erst 2017 zeigte BMW auf dem Concours d’Elegance in Pebble Beach im August und auf der IAA im September 2017 eine Konzeptstudie mit Stoffdach für den Nachfolger. Nachdem der Nachfolger (G29) erst 2018 erschienen war, gab es wie schon beim Vorgänger (E85) eine Zeit, während der kein Roadster von BMW angeboten wurde. In China wurde dieser Z4 länger vermarktet.

### Modellpflege
- Im Herbst 2011 wurden die beiden 6-Zylinder-Modelle sDrive23i und sDrive30i von zwei neuen 4-Zylinder-Modellen mit Twin-Scroll-Turbolader abgelöst (sDrive20i und sDrive28i).
- Ab März 2012 gab es die Möglichkeit das Dach auch bis zu einer Fahrtgeschwindigkeit von 40 km/h zu öffnen und zu schließen (eine verstärkte Dachhydraulik gab es nicht).
- Im März 2013 erhielt der Z4 leicht abgeänderte Scheinwerfer, die nun ein LED-Band innehaben, sowie veränderte Seitenleuchten der Blinker.[9] Die Motorenpalette wurde mit dem sDrive18i nach unten erweitert.
  - Außerdem kamen die Ausstattungspakete „Design Pure Balance“ und „Design Pure Traction“, die jeweils mit dem M-Sportpaket kombiniert werden konnten. Die thematisch und farblich abgestimmten Interieurpakete beinhalteten jeweils neue Zierleisten und Sitzbezüge. Des Weiteren wurden die Einfassung der Lüftungsdüsen und des „Control Panels“ in glänzendem, schwarzen Kunststoff ausgeführt. Außerdem wurden Haptik und akustische Rückmeldung einiger Knöpfe und Schalter qualitativ aufgewertet.
  - Neben der Option, das Hardtop in Kontrastfarbe zur Karosserie zu bestellen (schwarz oder silber), bot BMW ab März 2013 die Lackierung „Valencia Orange metallic“ für den Z4 an.
- Ab Juli 2015 konnte in Verbindung mit dem M-Sportpaket die Lackierung „Estorilblau metallic“ gewählt werden.

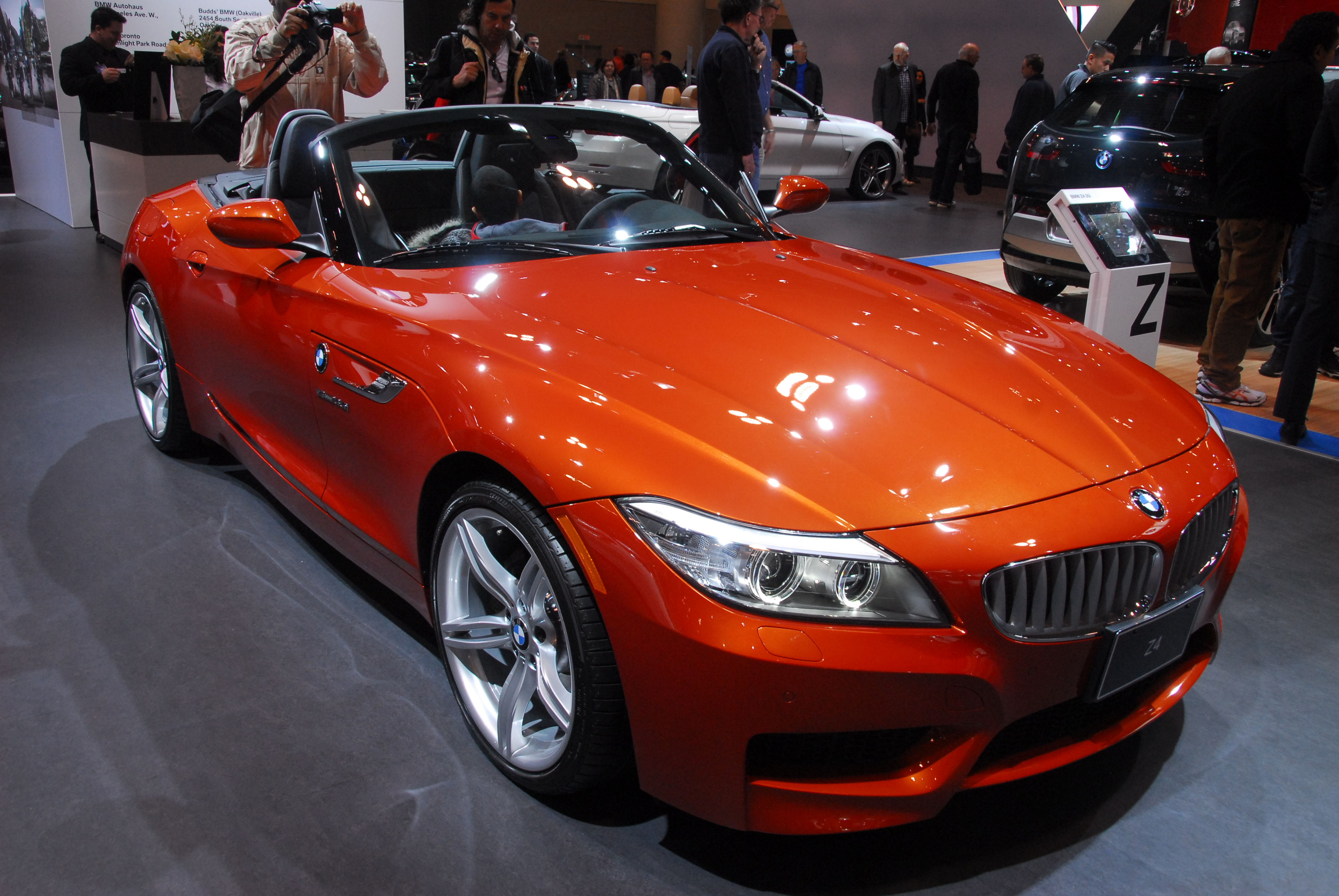
BMW Z4 (2013–2016)
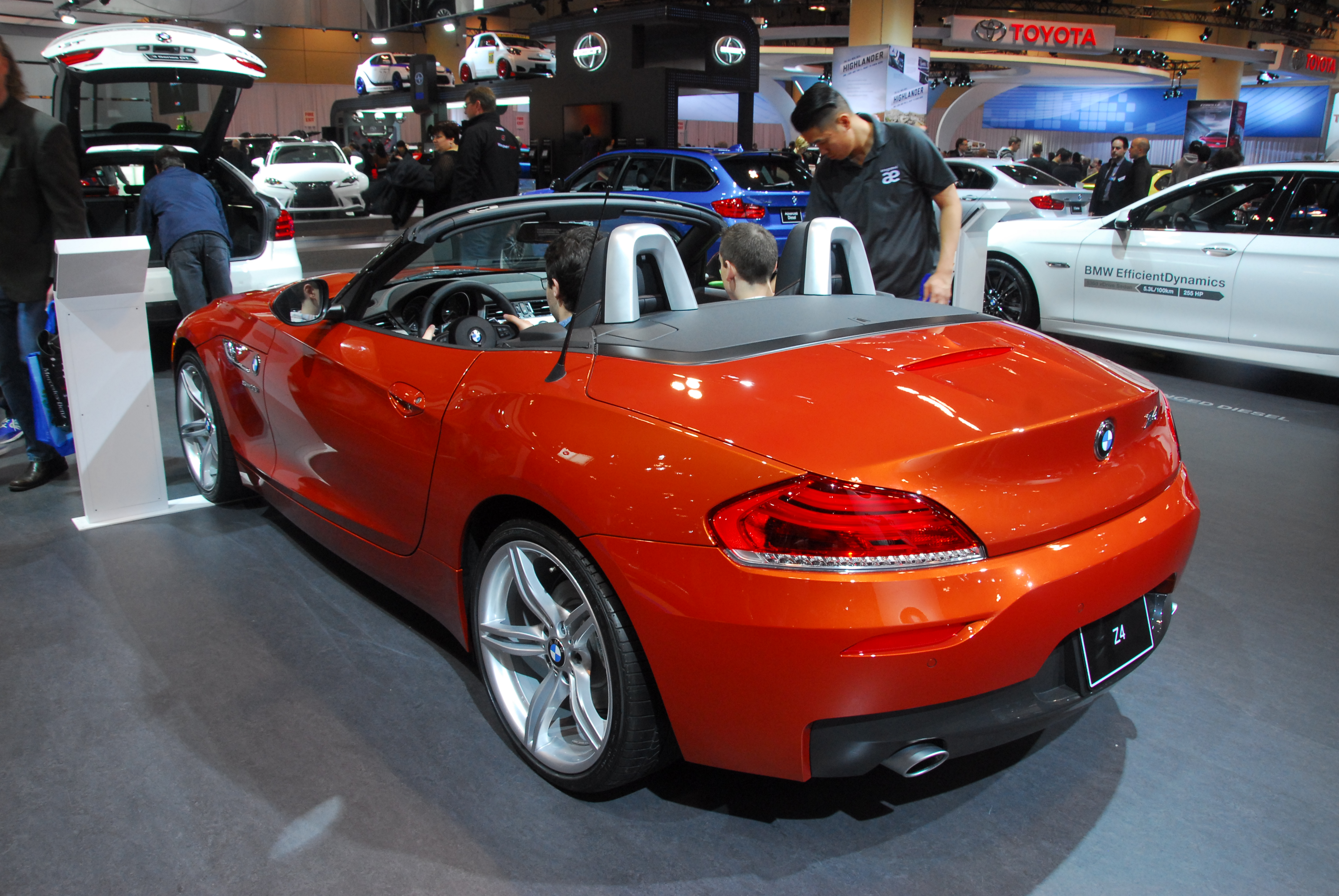
Heckansicht

## Design und Produktion
Der E89, dessen Design von Juliane Blasi und Nadya Arnaout (letztere für den Innenraum) stammt, wurde nicht wie der Vorgänger im Werk der BMW US Manufacturing Company in Greer (Spartanburg County) hergestellt, sondern im BMW-Werk Regensburg.

## Technik
Da der neue Z4 nun ein klappbares Hardtop bekam, ersetzte er die Roadster- und Coupéversionen des Vorgängers. Das zweiteilige, elektrohydraulisch versenkbare Hardtop in Aluminium-Schalen-Leichtbauweise lässt sich in 20 Sekunden vollautomatisch öffnen bzw. schließen. Bei geöffnetem Dach beträgt das Kofferraumvolumen 180 Liter (geschlossen: 310 l).
Bei den Modellen 23i und 30i wurde ein Sechsgang-Sport-Automatikgetriebe mit Steptronic angeboten. Serienmäßig wurde ein 6-Gang-Schaltgetriebe verbaut. Beim 35i und beim Topmodell 35is kam das neue 7-Gang-Doppelkupplungsgetriebe zum Einsatz, wobei der 35i auch mit 6-Gang-Schaltgetriebe lieferbar war.
Der Z4 hatte nun serienmäßig eine Fahrdynamik Control. Dabei lassen sich via Tastendruck die Charakteristik von Gasannahme, Schaltverhalten bei Varianten mit Automatikgetriebe, Servolenkung und DSC-Abstimmung in drei Stufen (Normal, Sport, Sport+) anpassen. Bei dem optionalen adaptiven M-Fahrwerk wird auch die Dämpfercharakteristik angesteuert.
Im E89 wird eine Elektrische Feststellbremse verwendet.

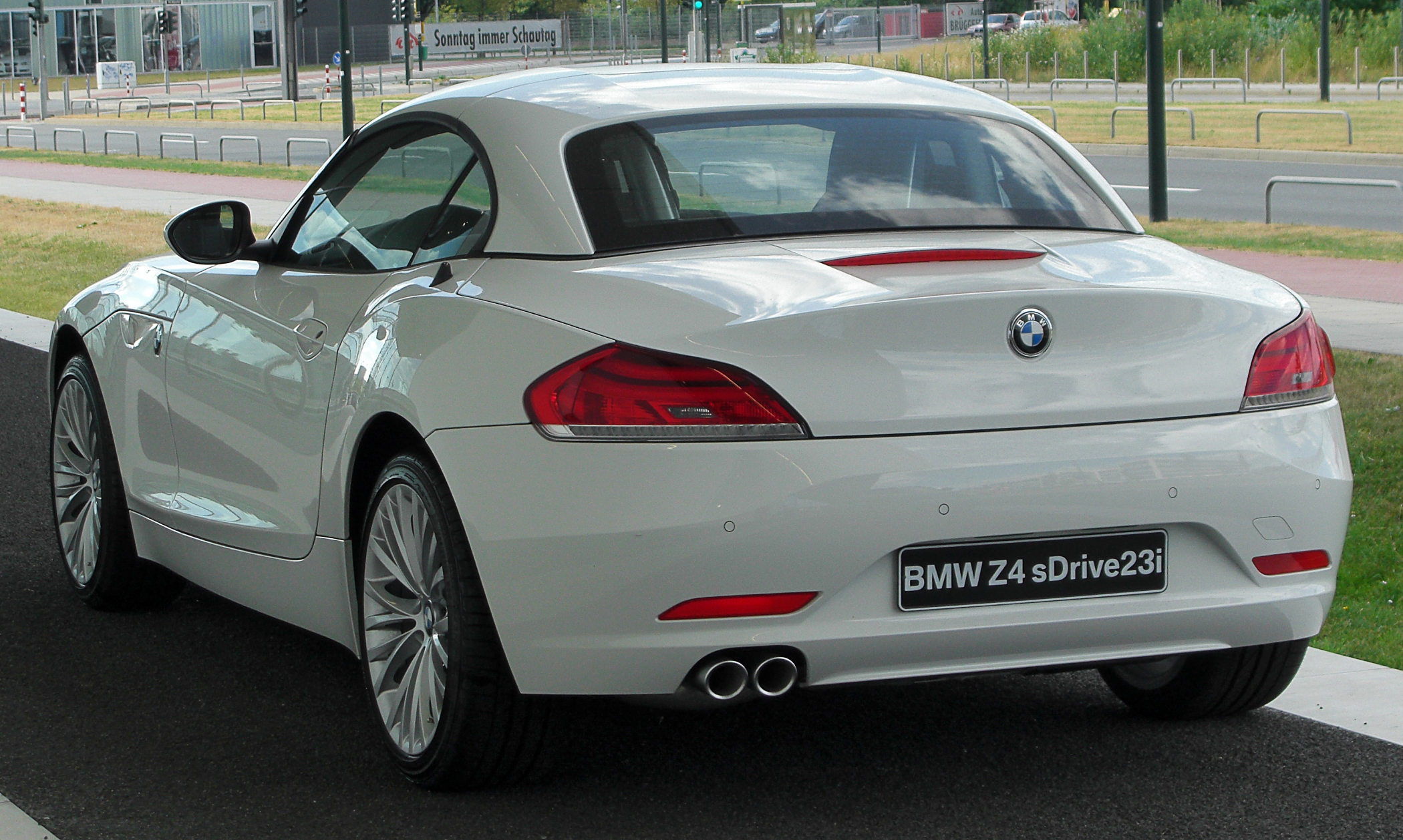
Heckansicht
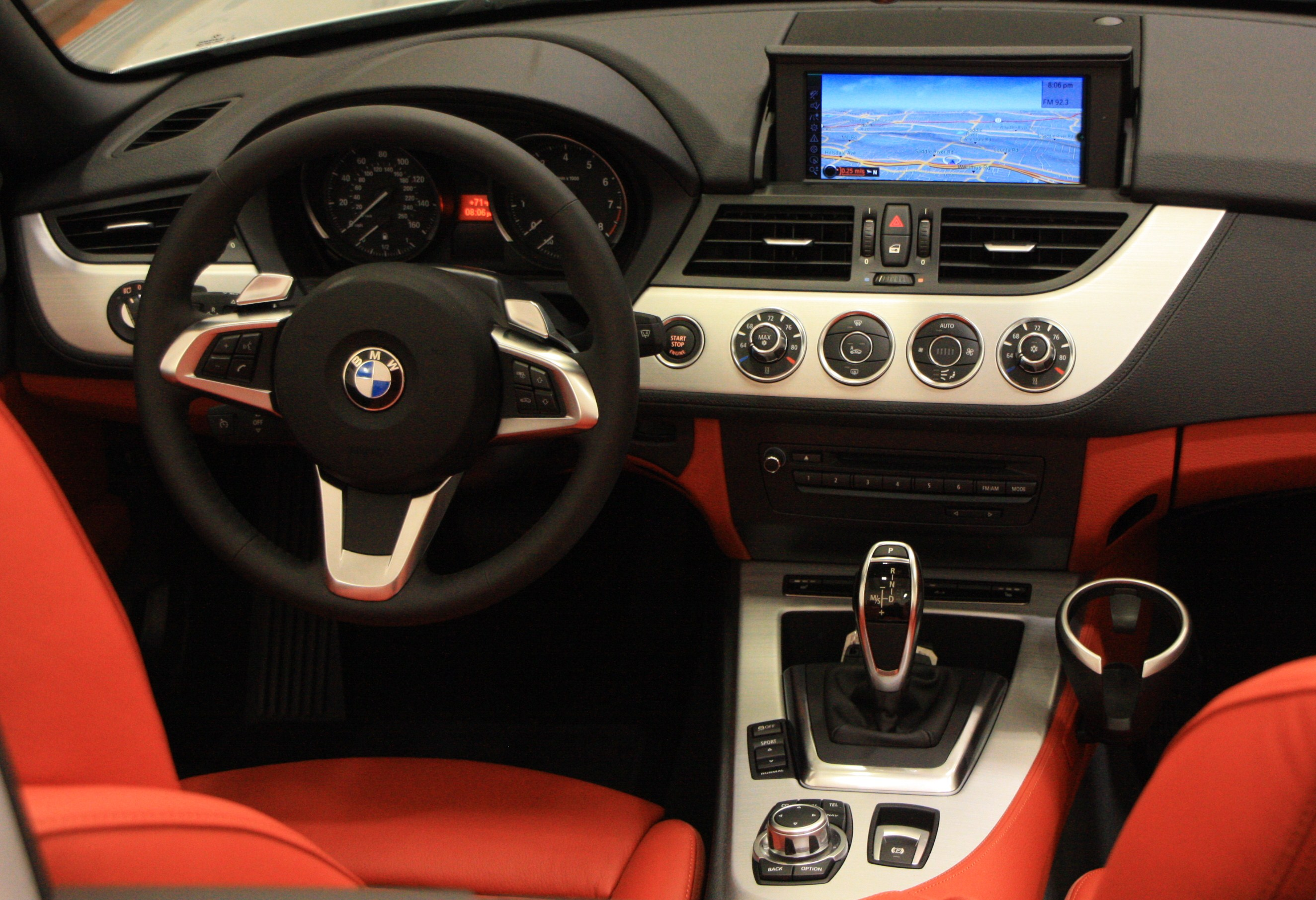
Innenansicht
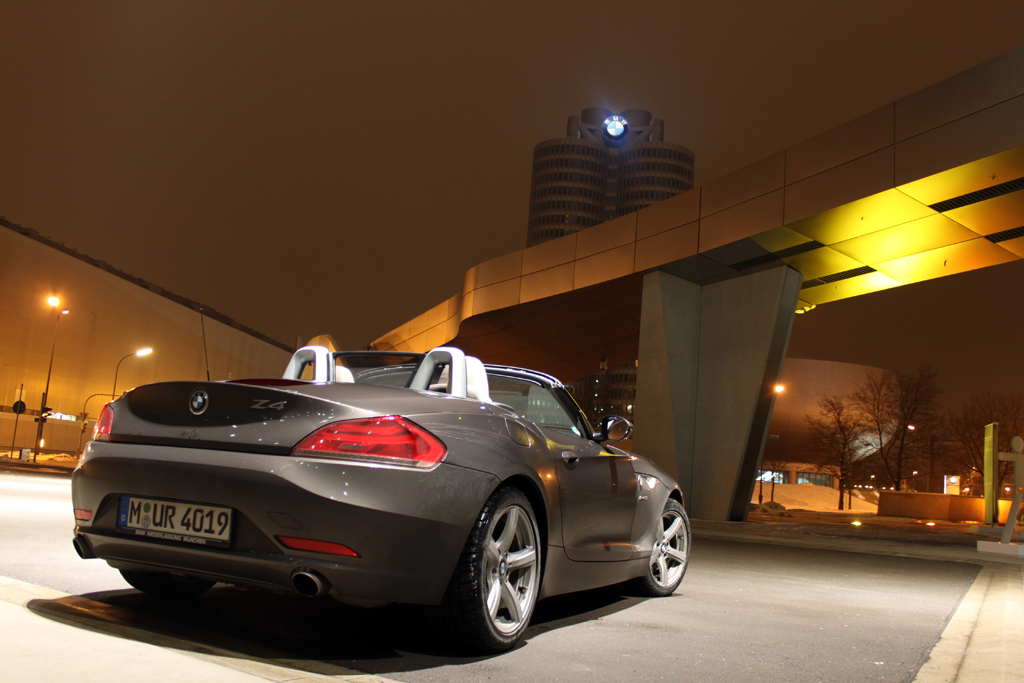
Z4 mit geöffnetem Verdeck

Er ist der erste Roadster von BMW, der das iDrive-System verwendet.
Im Gegensatz zum Vorgänger ist er 148 mm länger, 9 mm breiter und 8 mm niedriger. Die Spurweite ist um 47 mm gewachsen. Das Gewicht ist um 95 kg gestiegen, wovon nur 30 kg durch das neue Dachkonzept verursacht werden, da die Dachschalen aus Aluminium sind. Der restliche Gewichtszuwachs resultiert aus den gewachsenen Abmessungen, einer steiferen Karosserie und einer geänderten Serienausstattung (z. B. 17″-Räder, Bi-Xenon-Scheinwerfer etc.).

### Motorisierungen
Alle Motoren sind mit Doppel-VANOS ausgestattet. Mit Ausnahme des sDrive35i(s) besitzen alle Motorvarianten zusätzlich Valvetronic. Die sDrive35i und 35is haben zwei Turbolader (Twin Turbo) und wurden auf die strahlgeführte Direkteinspritzung (High Precision Injection) umgestellt. Die vierzylindrigen Motorisierungen verfügen über eine Kombination aus Valvetronic, strahlgeführter Direkteinspritzung und Turboaufladung. Der Z4 hat EfficientDynamics. Seit 2014 erfüllen alle Modelle des BMW Z4 die Abgasnorm EU6.

## Sicherheit
Alle BMW Z4 haben serienmäßig folgende Sicherheitsausstattung: Neben ABS einschließlich Bremsassistent und Cornering Brake Control sind Gurtstraffer und Gurtkraftbegrenzer sowie ein ESP mit Antriebsschlupfregelung vorhanden. Ferner vier Airbags (Fahrer-/Beifahrer und zwei Seitenairbags). Das Dynamische Bremslicht zeigt an, wie stark das Fahrzeug abgebremst wird. Bei einer Notbremsung wird die Bremsleuchte blinkend angesteuert und kurz vor Fahrzeugstillstand das Warnblinken eingeschaltet. Zum Schutz bei einem Überschlag sind hinter den Kopfstützen zwei feststehende Überrollbügel verbaut.

## Sondermodell „mille miglia“
Anlässlich der Austragung der Mille Miglia in Italien 2010 stellte BMW Italia das Sondermodell „mille miglia“ des BMW Z4 35is vor. Während die Technik weitgehend unverändert blieb, wurde in einer auf Umbauten spezialisierten Firma in Turin folgendes an den Fahrzeugen verändert:
- Lackierung in „Polar-Silber matt“ (eine Reminiszenz an eine beliebte BMW-Farbe der 70er Jahre).
- Die Sitze haben eine schwarze Alcantara-Ausstattung mit roter Kreuznaht. Das Lenkrad hat ebenfalls eine rote Naht. Es gehört auch ein Teppichsatz mit roter Naht zum Lieferumfang.
- Die Räder sind Standardräder vom Z4 (Code 296) mit einer Anthrazit-farbenen Sonderlackierung.
- Die untere Querstrebe im Frontspoiler ist ebenso wie die Heckschürze in schwarz gehalten.
- Außen wurden 3 Mille-Miglia Badges angebracht. Innen gibt es auf der vorderen Ablage einen mille miglia Badge mit der Nummerierung.
- Da es sich um für Italien bestimmte Fahrzeuge handelt, sind sie nicht mit einer Sitzheizung ausgestattet.[14]

## Zagato Coupé

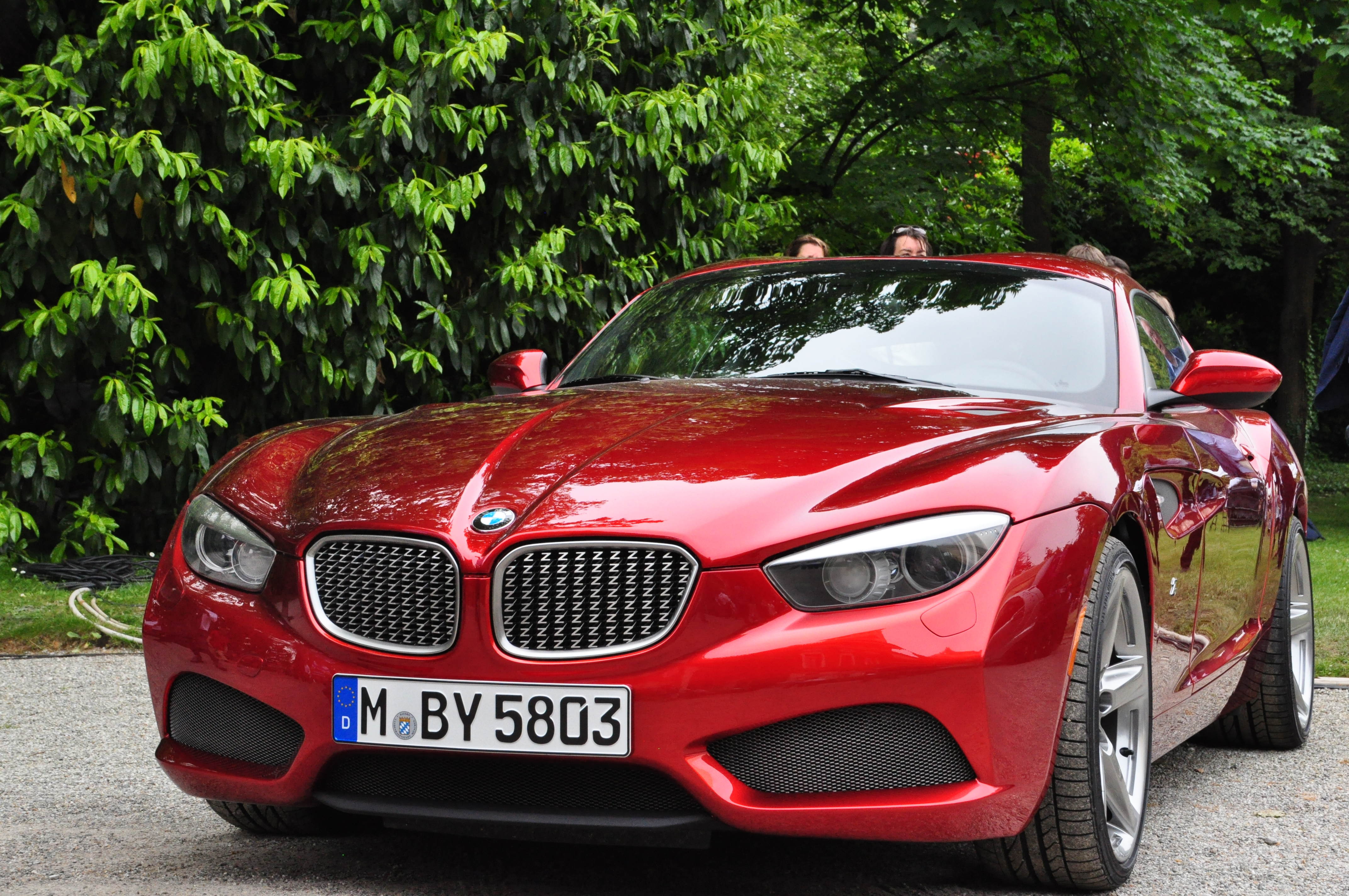
BMW Z4 Zagato Coupé

Zum Concorso d’Eleganza Villa d’Este 2012 präsentierte BMW das auf dem Z4 aufbauende Zagato Coupé, das nach Aussage von Andrea Zagato ein Vmax-Concept darstellen soll, also ein straßenzugelassenes, aber technisch optimiertes Fahrzeug. Das Fahrzeug hatte eine etwas tiefergelegte Karosserie und eine bessere Ausstattung als die Ausgangsbasis.

## Auszeichnungen
- International Design Excellence Award (IDEA) 2009 von der Industrial Designers Society of America (IDSA)[16]
- Sieger bei „Die sportlichsten Autos 2009“ der Fachzeitschrift „sport auto“ in der Kategorie Cabrios bis 40000 Euro (z4 sDrive23i)[17]
- Eyes on Design Award im Rahmen der North American International Auto Show (NAIAS) 2009[5]
- red dot design award 2009[5]
- Internet Auto Award 2009 in der Klasse „Cabriolets“[18]

## Werbekampagne
Im November 2008 setzte der südafrikanische Streetart-Künstler Robin Rhode die Reifen des BMW Z4 anstelle eines Pinsels ein und ließ den Roadster Formen in bunten Farben auf eine Leinwand malen. Jake Scott war der Regisseur. Insgesamt wurden 190 Liter Spezialfarbe über je 4 Düsen pro Z4 direkt auf die Fahrzeugreifen gesprüht. Die Sprühdüsen konnten von Robin Rhode über eine Fernsteuerung gesteuert werden. Diese Kampagne namens „An Expression of Joy“ wurde zur Einführung des neuen BMW Z4 Roadsters weltweit verwendet.

## Rennsport: Z4 GT3

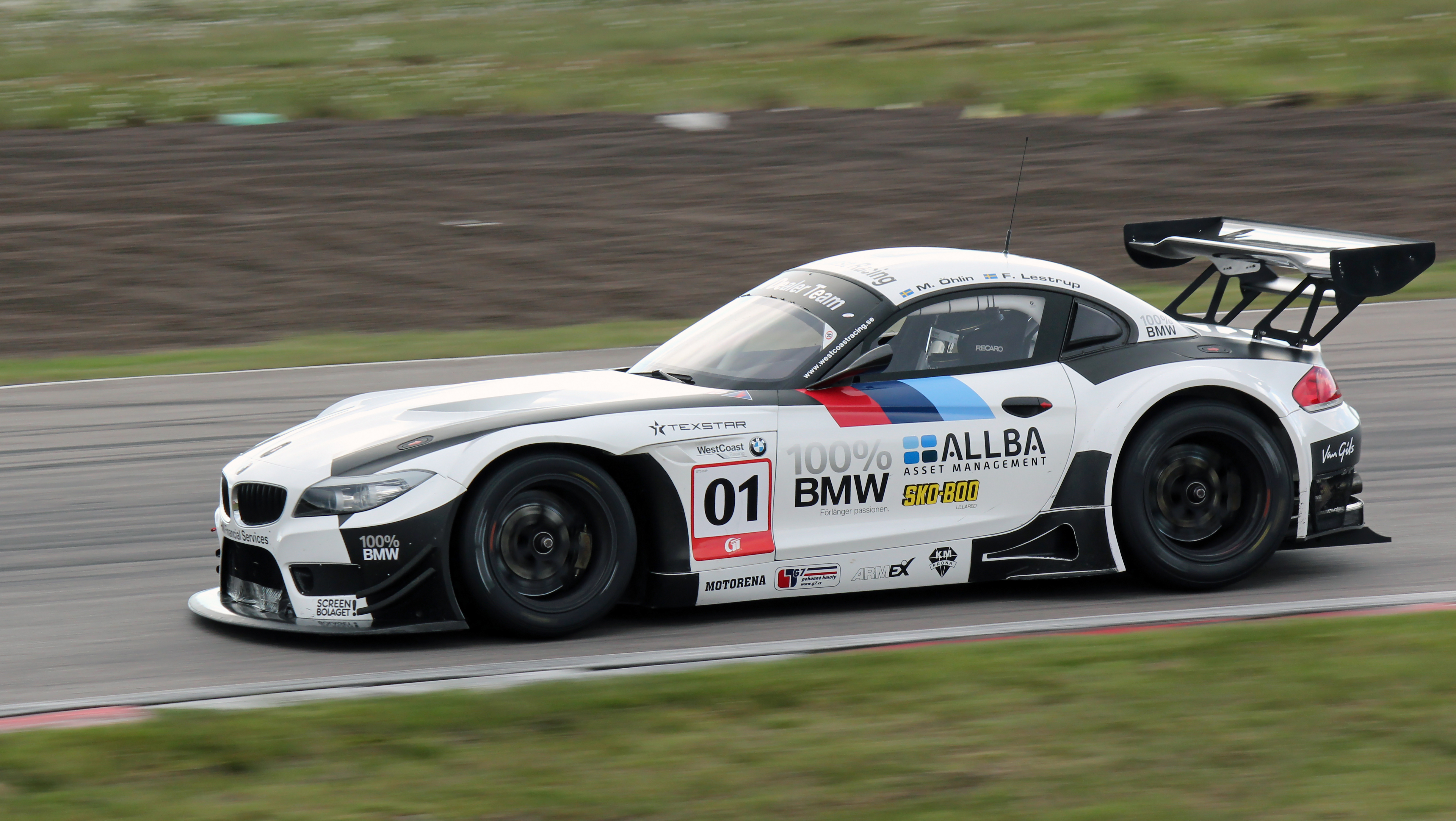
BMW Z4 GT3

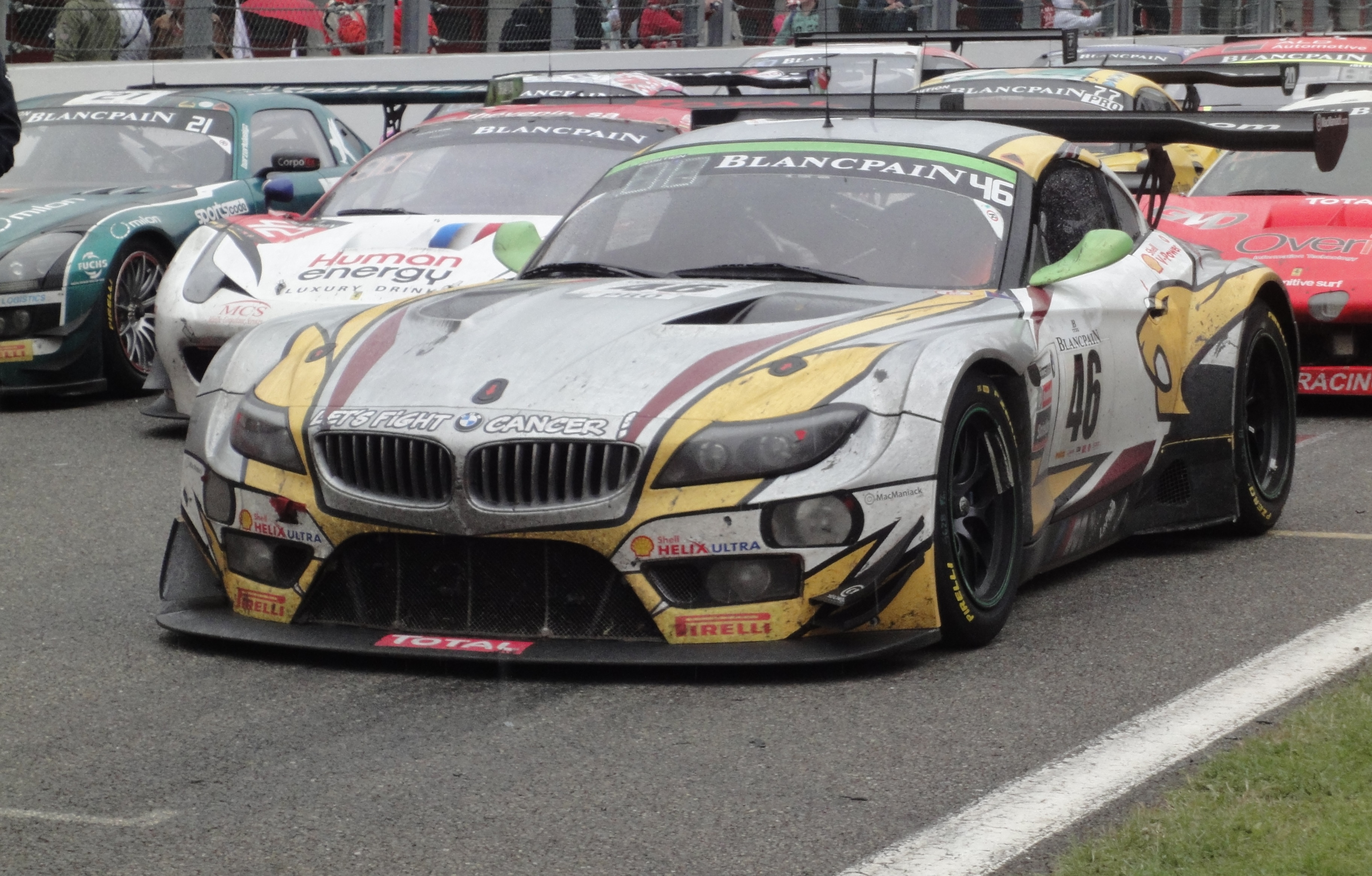
BMW Z4 GT3 nach dem Sieg am 26. Juli 2015 in Spa

Seit 2010 bietet BMW Motorsport für den Kundensport zum Preis von 349.000 Euro (zzgl. MwSt.) eine nach FIA GT3 Reglement aufgebaute Rennvariante (keine Straßenzulassung) des BMW E89 an, wobei eine auf 4,4 Liter Hubraum vergrößerte Variante des BMW S65 zum Einsatz kommt. Im Januar 2011 gewann Schubert Motorsport mit einem BMW Z4 GT3 das 24-Stunden-Rennen von Dubai. Seinen letzten großen Erfolg erreichte der Z4 GT3 am 26. Juli 2015 mit dem Gewinn des 24-Stunden-Rennen von Spa Francorchamps. Der Z4 mit der Startnummer 46 vom belgischen BMW Sports Trophy Team Marc VDS wurde von den Fahrern Nick Catsburg, Lucas Luhr und Markus Palttala erfolgreich durch die Ardennen-Achterbahn ins Ziel gesteuert. Danach wurde das Siegerfahrzeug zu BMW gebracht.

## Technische Daten
| Modell     | Hubraum  | Zylinder | max. Leistung bei 1/min     | max. Drehmoment bei 1/min | Getriebe, Serie      | Getriebe, optional | Beschleunigung, 0–100 km/h in s | Höchstgeschwindigkeitvmax in km/h | Leergewicht nach EG | Kraftstoffverbrauch nach ECE in l/100 km | CO2-Ausstoß g/km | Motorcode | Bauzeit         |
| ---------- | -------- | -------- | --------------------------- | ------------------------- | -------------------- | ------------------ | ------------------------------- | --------------------------------- | ------------------- | ---------------------------------------- | ---------------- | --------- | --------------- |
| sDrive18i  | 1997 cm³ | 4        | 115 kW (156 PS) / 5000      | 240 Nm (1)/ 1250–4400     | 6-Gang Handschaltung | 8-Gang Automatik   | 7,9 [8,1]                       | 221                               | 1470 kg [1495 kg]   | 6,8 [6,8]                                | 159 [159]        | N20B20    | 03/2013–08/2016 |
| sDrive20i  | 1997 cm³ | 4        | 135 kW (184 PS) / 5000      | 270 Nm / 1250–4500        | 6-Gang Handschaltung | 8-Gang Automatik   | 6,9 [6,9]                       | 235                               | 1470 kg [1495 kg]   | 6,8 [6,8]                                | 159 [159]        | N20B20    | 09/2011–08/2016 |
| sDrive23i  | 2497 cm³ | 6        | 150 kW (204 PS) / 6400      | 250 Nm/2750–3000          | 6-Gang Handschaltung | 6-Gang Automatik   | 6,6 [7,3]                       | 242 [239]                         | 1480 kg [1505 kg]   | 8,5 [8,2]                                | 199 [192]        | N52B25    | 05/2009–08/2011 |
| sDrive28i  | 1997 cm³ | 4        | 180 kW (245 PS) / 5000–6000 | 350 Nm / 1250–4800        | 6-Gang Handschaltung | 8-Gang Automatik   | 5,7 [5,5]                       | 250                               | 1475 kg [1495 kg]   | 6,8 [6,8]                                | 159 [159]        | N20B20    | 09/2011–08/2016 |
| sDrive30i  | 2996 cm³ | 6        | 190 kW (258 PS) / 6600      | 310 Nm / 2600–3000        | 6-Gang Handschaltung | 6-Gang Automatik   | 5,8 [6,1]                       | 250                               | 1490 kg [1505 kg]   | 8,5 [8,3]                                | 199 [195]        | N52B30    | 05/2009–08/2011 |
| sDrive35i  | 2979 cm³ | 6        | 225 kW (306 PS) / 5800      | 400 Nm / 1300–5000        | 6-Gang Handschaltung | 7-Gang DKG         | 5,2 [5,1]                       | 250                               | 1580 kg [1600 kg]   | 9,4 [9,1] (3)                            | 219 [210]        | N54B30    | 05/2009–08/2016 |
| sDrive35is | 2979 cm³ | 6        | 250 kW (340 PS) / 5900      | 450 Nm (2) / 1500–4500    | 7-Gang DKG           | -                  | [4,8]                           | 250                               | [1600 kg]           | [9,1] (3)                                | [210]            | N54B30    | 03/2010–08/2016 |

Werte in [ ] gelten für Fahrzeuge mit Automatikgetriebe.
(1) 270 Nm mit Overboost-Funktion